# Heinrich Wolf (Unternehmer)
Heinrich Wolf (* 20. Januar 1926; † 22. Juli 2010) war ein deutscher Unternehmer.

## Leben
Wolf entstammte einer alteingessenen Frechener Ziegelei, zu der später auch die Steinzeugfabrik Rhenania Wolf gehörte. Gemeinsam mit seinem Bruder übernahm er 1953 die Leitung des Familienunternehmens.
Um für Werksangehörige in der Aufbauzeit nach dem Zweiten Weltkrieg erschwingliche Unterkünfte bereitzustellen, begann er mit dem Wohnungsbau, der rasch einen so bedeutenden Umfang annahm, dass daraus mit der Wolf'schen Wohnungsbau ein eigenes Unternehmen hervorging. Die erste der Wolf'schen Siedlungen in Frechen entstand an St. Maria Königin.
Seine Wolf'sche Wohnungsbau OHG verwaltete das Immobilienvermögen des Unternehmers, zu dem unter anderem das Kölner Schloss Weißhaus und das Weißhaus-Kino in der Luxemburger Straße 253 gehören. Der Neffe Heinrich Wolf jun. (* 5. August 1947) und sein Sohn Peter-Josef Wolf führen mittlerweile die 7 Firmen der Wolf-Gruppe fort.
Das Engagement im sozialen Wohnungsbau wirkt bis heute nach und ist regional mit dem Namen Wolf verbunden. So sagte der Frechener Bürgermeister Hans-Willi Meier nach dem Tod von Heinrich Wolf: „Heinrich Wolf und seine Familie waren vor allem nach dem Krieg wichtig für die Stadt.“

## Ehrungen
- 2. September 1991: Ehrenbürger der Stadt Frechen
- Frechener Wirtschaftspreis[3]
- 1986: Verdienstkreuz 1. Klasse der Bundesrepublik Deutschland